# 梅凌云
梅凌雲（1498年—？），字尚志，號兼山，江西九江府湖口縣人，明朝政治人物。

## 生平
嘉靖元年（1522年）壬午科江西鄉試第一百四十六名舉人，曾任蘭溪縣儒學教諭，十四年（1535年）乙未科三甲第一百八十一名進士。十六年（1537年）授上海縣知縣，調義烏縣知縣，升直隸太平府同知。

## 家族
曾祖梅清，贈工部主事；祖父梅愈，工部主事；父梅鳳。母崔氏。慈侍下。兄梅凌霄，弟梅凌雪、梅凌虛、梅凌寒。